# Las chicas canarias

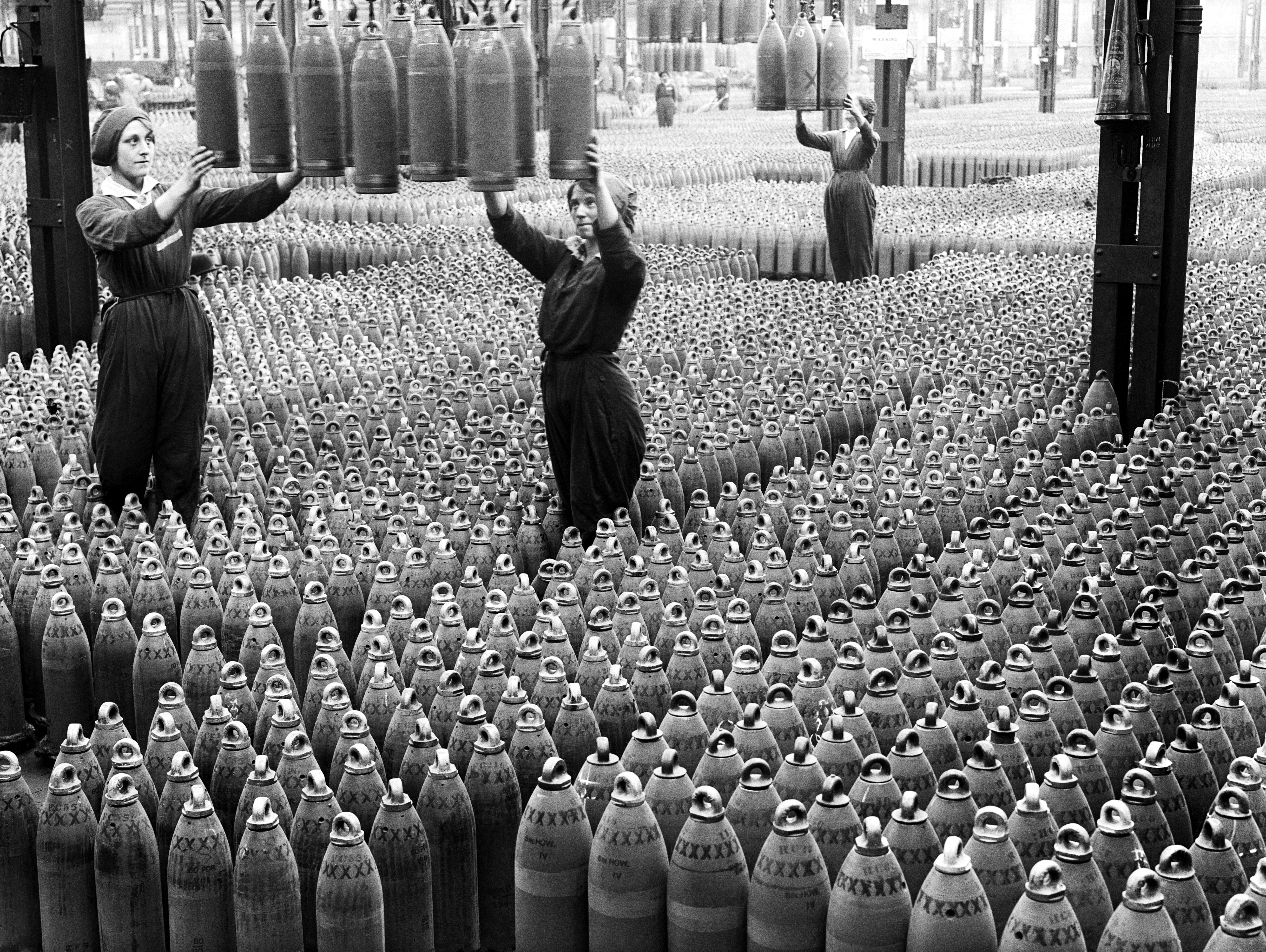
Trabajadoras de proyectiles de TNT en la fábrica Chilwell de Nottinghamshire, 1917.
Foto: Museo Imperial de la Guerra.

Las chicas canarias (en inglés: Canary girls), también conocidas en español como las niñas canarias, era el nombre por el que eran conocidas las mujeres británicas que trabajaban en las fábricas de municiones, manipulando los proyectiles de trinitrotolueno (TNT) durante la Primera Guerra Mundial (1914-1918). El apodo surgió porque la exposición repetida al TNT es tóxica y puede volver la piel de un color amarillo anaranjado que recuerda al plumaje de un canario.

## Contexto histórico
Dado que la mayoría de los hombres en edad de trabajar se alistaron en el ejército para luchar en la guerra, las mujeres se vieron obligadas a asumir los trabajos de fábrica que tradicionalmente desempeñaban los varones. Al final de la guerra, había cerca de tres millones de mujeres trabajando en el sector industrial, de las cuales alrededor de un tercio estaban involucradas directamente en la fabricación de municiones y explosivos. Las condiciones de trabajo eran a menudo extremadamente peligrosas y trabajaban muchas horas a cambio de un salario muy bajo.
Las munitionettes, nombre con el que eran conocidas, fabricaban cordita y TNT, siendo estas últimas que manipulaban el trinitrotolueno quienes corrían el riesgo de convertirse en «chicas canarias». Estaban expuestas a sustancias químicas tóxicas que hacían que su piel y su pelo se volvieran amarillos. Además de la decoloración amarilla de la piel, las que trabajaban en las fábricas de municiones también sufrían dolores de cabeza, náuseas e irritaciones cutáneas como urticaria. Como resultado, las fábricas se vieron forzadas a mejorar los sistemas de ventilación y facilitar mascarillas a las empleadas.

## Efectos de trabajar con TNT
Los proyectiles se llenaban con una mezcla de TNT (el explosivo) y cordita (el propulsor), y aunque se sabía que estos ingredientes eran peligrosos para la salud, se mezclaban a mano, por lo que entraban en contacto directo con la piel de las trabajadoras. Los productos químicos del TNT reaccionaban con la melanina de la piel y provocaban una pigmentación amarilla que manchaba la piel de las empleadas. Aunque desagradable, no era peligrosa y la decoloración acababa desapareciendo con el tiempo, sin efectos a largo plazo para la salud.
Una consecuencia más grave de trabajar con polvo de TNT era la toxicidad hepática, que provocaba anemia e ictericia. Esta afección, conocida como «ictericia tóxica», daba a la piel otro tipo de tono amarillo. En la Primera Guerra Mundial se registraron cuatrocientos casos de ictericia tóxica entre las «chicas canarias», de los cuales cien resultaron mortales.
En 1916, el gobierno llevó a cabo una investigación médica para estudiar de cerca los efectos del TNT entre las munitionettes. Los investigadores recopilaron los datos actuando como médicos oficiales destinados en las fábricas. Descubrieron que los efectos del TNT podían dividirse a grandes rasgos en dos áreas: síntomas irritativos, que afectaban principalmente a la piel, las vías respiratorias y el sistema digestivo; y síntomas tóxicos, que incluían náuseas, ictericia, estreñimiento, mareos, etc.
Es posible que los síntomas irritativos también estuvieran causados en parte por la mezcla que se realizaba entre el TNT y la cordita durante la elaboración de los obuses, aunque esto no se estableció hasta años más tarde.

## Los bebés canarios
El TNT no sólo afectó a las trabajadoras de las fábricas de municiones del Reino Unido, sino también a sus bebés. Cientos de «bebés canarios» nacieron con la piel ligeramente amarilla debido a la exposición de sus madres a sustancias químicas peligrosas en las fábricas de municiones durante la Primera Guerra Mundial. En aquel momento no se podía hacer nada por los bebés, pero la decoloración fue desapareciendo poco a poco.

### Lecturas complementarias
- Hall, Edith (Noviembre de 1977). Canary Girls and Stockpots (en inglés). Workers' Educational Association (Luton branch). ISBN 9780950556307. OCLC 4641086.
- Esta obra contiene una traducción total derivada de «Canary Girls» de Wikipedia en inglés, concretamente de esta versión, publicada por sus editores bajo la Licencia de documentación libre de GNU y la Licencia Creative Commons Atribución-CompartirIgual 4.0 Internacional.